# Базелла
Базе́лла (лат. Basélla) — род травянистых вьющихся растений семейства Базелловые- (L.Basellaceae). В род входят пять видов, три из них — эндемики Мадагаскара, а один — Восточной Африки. Базелла белая выращивается в тропиках по всему миру. Листья некоторых видов используются в пищу. Окрас листьев базеллы крайне разнообразен. Листья базеллы плотные, сочные, яркого окраса отражающего свет, имеются глубоко вдавленные прожилки на верхней поверхности листьев. Листья толстые, полусуккулентные, со слизистой текстурой, темно-зелёные, глянцевые овальной или сердцевидной у основания формой.

## Виды
- Basella alba L. — Базелла белая, или Малабарский шпинат. Растение из Юго-Восточной Азии
- Basella excavata Scott-Elliot
- Basella leandriana H.Perrier
- Basella madagascariensis Boivin ex H.Perrier
- Basella paniculata Volkens